# Jana Kramer (album)
Jana Kramer est le premier album studio de Jana Kramer. Il est sorti le 5 juin 2012. Le premier single issu de l'album est Why Ya Wanna et le second est Whiskey.
Son premier single Why Ya Wanna devient Disque d'Or en janvier puis se classera 3e des Billboard Country Songs faisant d'elle l'artiste féminine ayant atteint la plus haute place des charts depuis 2006. En novembre, Jana sort son second single, Whiskey, dont le clip est sorti en Janvier 2013.
Why Ya Wanna, Whiskey et What I Love About Your Love sont trois titres entendus dans la série Les Frères Scott, de plus le titre I Won't Give Up est disponible sur l'album version numérique.
Elle décide d'ailleurs de quitter la série afin de se consacrer à la confection de cet album.

## Liste des titres
1. Good Time Comin' On
2. I Hope It Rains
3. Why Ya Wanna
4. Goodbye Calfornia
5. Whiskey
6. Over You By Now
7. One Of The Boys
8. What I Love About Your Love
9. When You're Lonely
10. King Of Apology
11. Good As Were Bad